# Анска река
Анската река или понякога Боймия (на македонска литературна норма: Анска Река) е река в Северна Македония, ляв приток на реката Вардар в южната част на страната.
Анската река извира от югозападните склонове на планината Беласица и тече през Валандовското поле в западна посока. Дълга е 22 километра. Влива се във Вардар северозападно от селото Марвинци, близо до пътя Скопие-Гевгели.
Водосборният басейни на реката е 166 км² и в него растат смокини, нарове и черници.